# Walter Popp

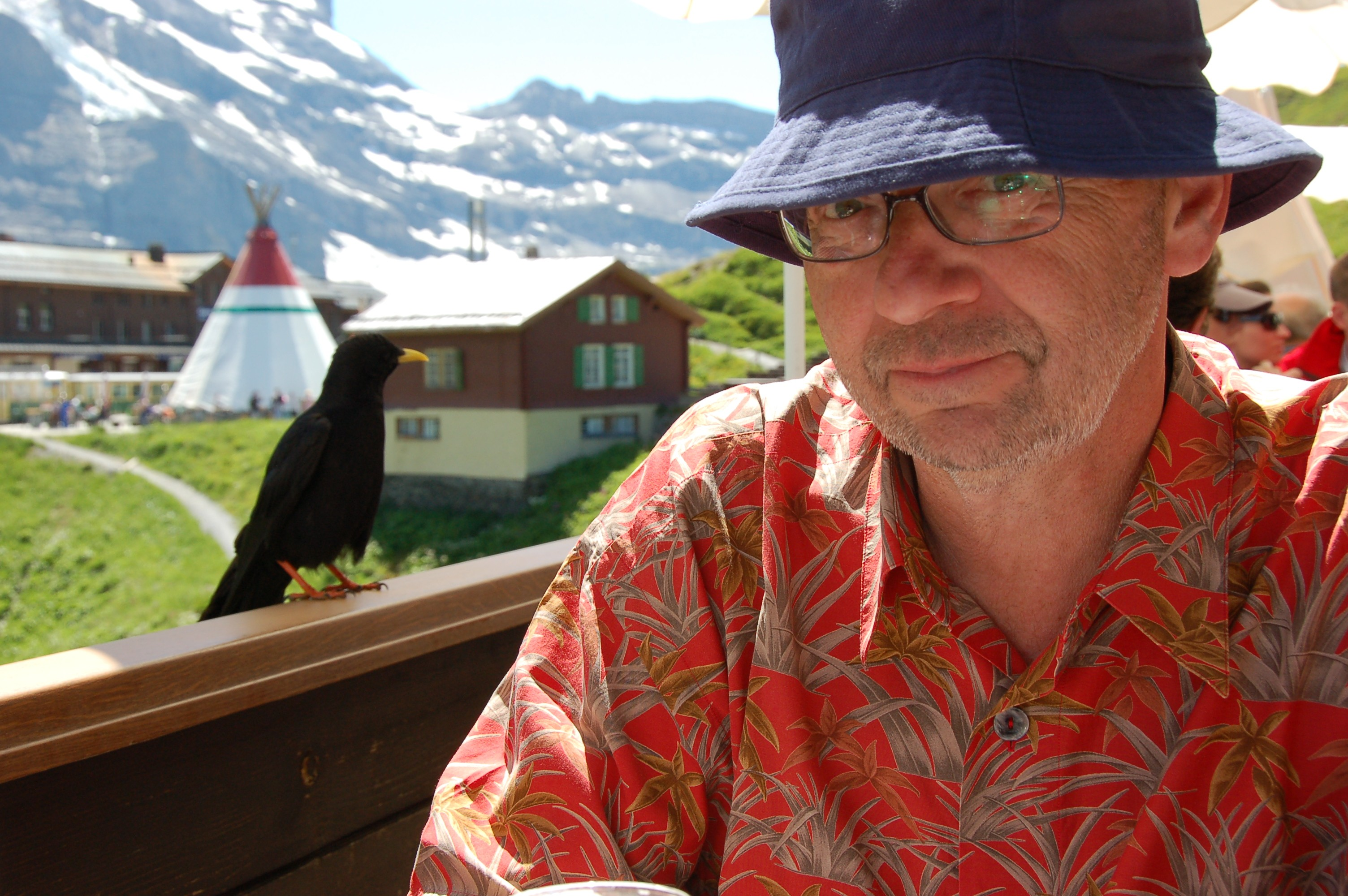
Walter Popp 2008

Walter Popp (Pseudonym Thomas Richter; * 1948 in Nürnberg; † Januar 2025) war ein deutscher Autor und ehemaliger Rechtsanwalt.

## Leben
Popp studierte zunächst Rechtswissenschaft in Erlangen und arbeitete von  1979 bis 1984 als Rechtsanwalt in Mannheim. Anschließend ging er nach Frankreich: In Paris arbeitete er als Barmann, 1984 zog er in die Provence und wurde literarischer und später technischer Übersetzer. Erste Aufzeichnungen zu seinem Buch Marcel Dauphin, Tagebuch eines Boule-Spielers 2007 entstanden ebenfalls in dieser Zeit.
1985 schrieb Popp gemeinsam mit seinem Freund Bernhard Schlink das in zahlreiche Sprachen übersetzte und verfilmte Buch Selbs Justiz, den ersten Teil der sogenannten Selb-Trilogie.
Seit 2016 lebte Popp nach eigenen Angaben wieder in Deutschland und arbeitete als technischer und juristischer Übersetzer.

## Werke
- 1987: Selbs Justiz (zusammen mit Bernhard Schlink), ISBN 3-257-21543-6.
- 2007: Marcel Dauphin, Tagebuch eines Boule-Spielers, ISBN 978-3-938031-20-9.